# Joaquim Jordà

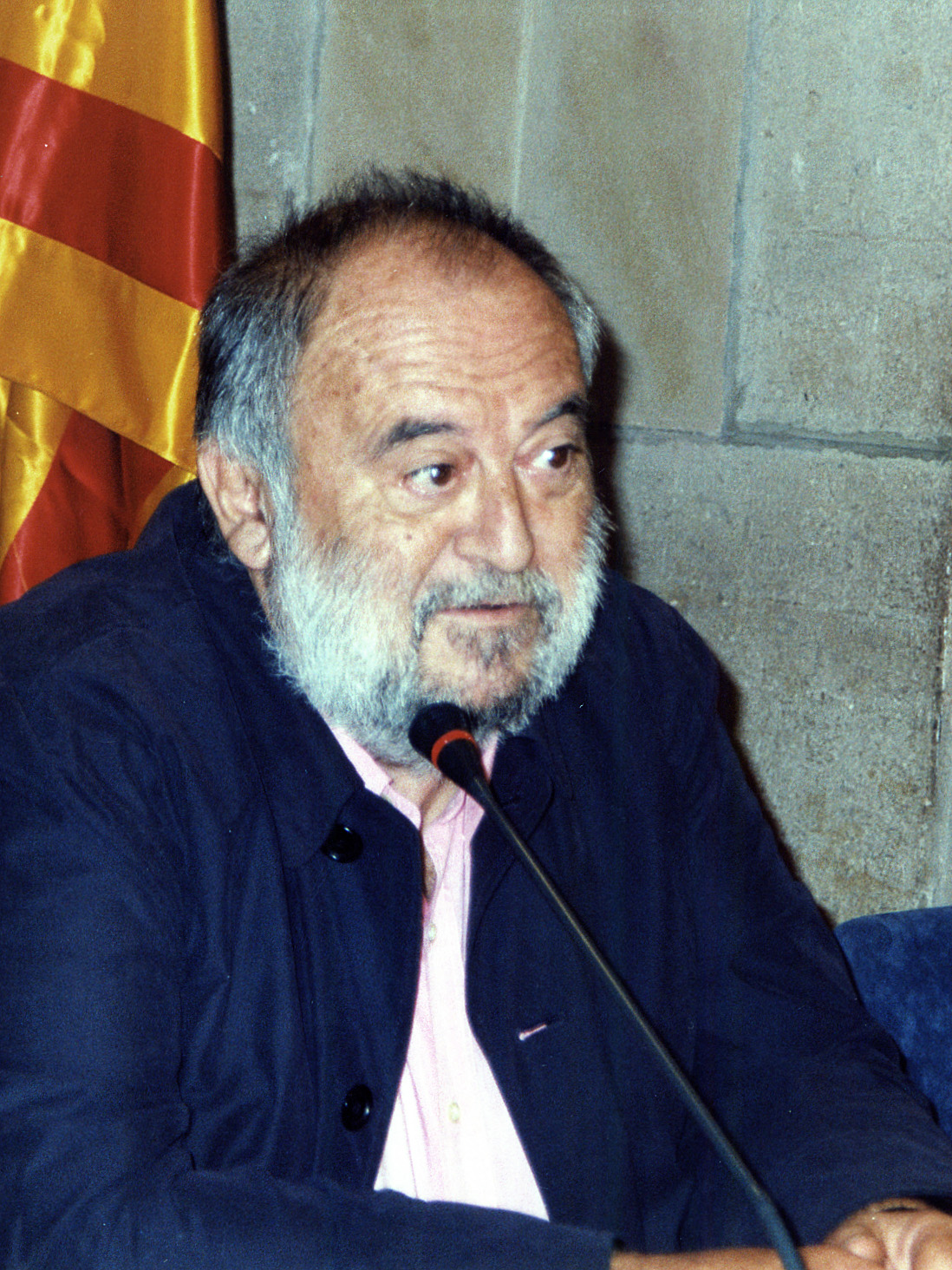
Joaquim Jordà

Joaquim Jordà (* 9. August 1935 in Santa Coloma de Farners; † 24. Juni 2006 in Barcelona) war ein spanischer Drehbuchautor, Regisseur und Schauspieler.
Der an der Universität Barcelona in Jura graduierte Jordà wechselte erst sehr spät an die Hochschule für Kino in Madrid. 1952 reiste er nach Paris um in das Umfeld der Cinémathèque française einzutreten. Dort traf er unter anderem auf Éric Rohmer, François Truffaut, Claude Chabrol und Jacques Rivette und von dort bekam er die politische Gesinnung, die sein Werk kennzeichnet.
Im Jahr 1958 trat Jordà in das Instituto de Investigaciones y Experiencias Cinematográficas ein. Er wirkte in den Zeitschriften Acento Cultural, Cinema Universitario und Nuestro Cine mit und arbeitete als Gehilfe der Geschäftsführung, Skript/Continuity, Produktionsleiter und auch als Schauspieler für die Regisseure Carlos Durán und Pere Portabella. Zusammen mit dem Produzenten Jacinto Esteva gestaltete er die Filmhochschule Barcelona (Escuela de Cine de Barcelona), welcher ebenfalls Gonzalo Suárez, Vicente Aranda oder auch José María Nunes angehörten.
Gemeinsam mit Julián Marcos führte Jordà 1961 Regie in seinem ersten Kurzfilm El día de los muertos. 1966 drehte er zusammen mit Jacinto Esteva seinen ersten Spielfilm Dante no es únicamente severo.
Wegen ökonomischer Schwierigkeiten und der Zensur lebte Jordà am Ende der 1960er Jahre bis 1973 in Italien. Dort realisierte er hauptsächlich kämpferische und alternative Filme wie Lenin vivo (1970) oder I tupamaros ci parlano. Die kämpferischen Filme haben unter anderem das Regime in Portugal (Estado Novo) zum Inhalt. Schon bei der Rückkehr nach Spanien verfügte er über eine Sammlung von Drehbüchern. Er widmete sich voll der literarischen Übersetzung und arbeitete mit dem Drehbuchautor Vicente Aranda in Filmen wie Cambio de sexo (1977), El Lute, camina o revienta (1987) und El Lute II, mañana seré libre (1988) sowie in der Fernsehserie Los jinetes del Alba zusammen.
Von 1980 an widmete sich Jordà dem Kino und speziell dem Dokumentarfilm zu. Es entstanden Numax presenta produziert aus den letzten 600.000 Peseten der Widerstandskasse der streikenden Arbeiter des Hausgeräteherstellers Numax, El encargo del cazador über die letzten Jahre Jacinto Estevas, De niños über das Stadtviertel El Raval in Barcelona, Monos como Becky über die Lobotomie und Veinte años no es nada als zweiter Teil und Nachfolger von Numax presenta.
Ein weiterer Film ist Un cuerpo en el bosque (Un cos al bosc, 1996), ein Erotikthriller der in vielen Aspekten an seinen ersten Film anknüpft.
Joaquim Jordà starb am 24. Juni 2006 in Barcelona im Alter von 70 Jahren.

## Auszeichnungen
Jordà wurde 2006 posthum mit dem Premio Nacional de Cinematografía (nationaler Filmpreis verliehen vom spanischen Ministerium für Kultur) ausgezeichnet.
Außerdem wurde Joaquim Jordà dreimal in der Kategorie Bester Dokumentarfilm für den Goya nominiert:
- 2005 mit dem Film De nens
- 2006 mit dem Film Veinte años no es nada
- 2007 mit dem Film Más allá del espejo

sowie einmal in der Kategorie Bestes adaptiertes Drehbuch:
- 1989 mit dem Film El Lute II: mañana seré libre

## Filmografie
- Regisseur

- 1960 – El día de los muertos.
- 1966 – Dante no es únicamente severo. Gemeinsam mit Jacinto Vera.
- 1969 –

- Portogallo Paesse Tranquilo.
- Maria Aurelia Capmany parla d'un lloc entre els morts.

- 1980 – Numax presents.
- 1990 – El encargo del cazador.
- 1996 – Un cuerpo en el bosque (Un cos al bosc)
- 1999 – Monos como Becky (Mones com la Becky), gemeinsam mit Nuria Villazán.
- 2004 – De niños (De nens).
- 2005 – Veinte años no es nada (Folgefilm von Numax presents)
- 2006 – Más allá del espejo.

- Drehbuchautor

- 1964 – Antes de anochecer. Regie führte Germán Lorente.
- 1975 – Ultimo deseo. Drehbuch gemeinsam mit Vicente Aranda. Regie führte León Klimovsky.
- 1985 –

- Golfo de Vizcaya, Regie führte Javier Rebollo.
- La vieja música, Regie führte Mario Camus.

- 1987 –

- Así como habían sido, Regie führte Andrés Linares.
- El Lute: camina o revienta, Regie führte Vicente Aranda.

- 1988 – El Lute II: mañana seré libre, Regie führte Vicente Aranda.
- 1995 – Alma gitana.
- 1996 – Un cos al bosc.